# Agostino Zortea
Agostino Zortea (Feltre, 3 aprile 1985) è un ex fondista italiano.

## Biografia
Nato a Feltre ma originario del Primiero, in carriera prese parte a due edizioni dei Mondiali juniores, ottenendo come miglior risultato il 16º posto nella 10 km a tecnica libera di Rovaniemi 2005.
Gareggiò prevalentemente in Alpen Cup; in Coppa del Mondo disputò una sola gara, il 13 dicembre 2006: la 15 km a tecnica classica di Cogne (80°).

## Palmarès

### Campionati italiani juniores
- 3 medaglie[senza fonte]:
  - 2 ori (5 km TC, inseguimento nel 2005)[senza fonte]
  - 1 bronzo (inseguimento nel 2004)[senza fonte]